# 陈玄 (五代)
陈玄（860年代？—940年代？），五代十国后唐、后晋人物，京兆人。
陈玄家中世代为医，开始事奉河中节度使王重荣。唐僖宗乾符年间，李克用自太原率军攻王行瑜，路过蒲州，陈玄侍奉汤药，李克用很看重他。回到太原，每天侍奉左右。李克用性格暴躁，喜欢杀人，没有敢劝说的。陈玄深知其情，李克用每有暴怒，就从容劝谏，免祸的人不少，晋国人很感谢他，勋贵给他贿赂的满门都是。他好酒乐施，随得随散没有积财。唐明宗时，为太原少尹，入朝为太府卿。长兴年间，集平生验方七十五首，修合药法百件，号称《要术》，在太原府衙门之左刊石，用来给大家观看，方便病人。后晋天福年间，以年老上表求退，以光禄卿致仕，在晋阳去世，时年八十余岁。